# Breda di Piave
Breda di Piave é uma comuna italiana da região do Vêneto, província de Treviso, com cerca de 6.348 habitantes. Estende-se por uma área de 25 km², tendo uma densidade populacional de 254 hab/km². Faz fronteira com Carbonera, Maserada sul Piave, Ormelle, Ponte di Piave, San Biagio di Callalta.

## Demografia
| Variação demográfica do município entre 1861 e 2011                               |
|                                                                                   |
| Fonte: Istituto Nazionale di Statistica (ISTAT) - Elaboração gráfica da Wikipedia |